# 川越駅 (三重県)
川越駅（かわごええき）は、かつて三重県三重郡川越町（川越村豊田一色地区）に存在した近畿日本鉄道名古屋線の駅である。
1946年（昭和21年）7月13日に、隣駅であった富洲原駅（現在の川越富洲原駅）に吸収される形で統合され、当駅は廃駅となった。川越駅は富洲原駅と統合されて、南側の豊田地区に移転となっている。

## 概要
川越地内に鉄道が開通したのは昭和に入ってからである。それ以前は1894年（明治27年）に開通した関西鉄道（後の国鉄関西本線）の三重郡富田町の富田駅が最寄駅であった。川越村の中心地域から3km以上の距離があり、川越村民の利用は少なかった。日露戦争、日中戦争、太平洋戦争などの対外戦争があった大日本帝国時代の兵士の出征には川越村民は富田駅まで歩いて行列を作った。
1929年（昭和4年）1月の宇治山田市の伊勢神宮と名古屋市を結ぶ参宮鉄道を目指して伊勢電気鉄道の四日市駅 - 桑名駅間が開通した。この年に三重郡富洲原町に伊藤平治郎が誘致した須賀浦海水浴場の観光を目的とする富洲原停車場（後の富洲原駅）と、三重郡川越村に川越停留場が開設された。富洲原停車場は現在の川越富洲原駅より約300m南側で、川越停留場は朝明川南堤防付近の南側は豊田地区で北側が豊田一色の神社がある川越の朝明川の内部にあった。近畿日本鉄道となった1945年（昭和20年）に川越停留場は廃止されて、富洲原駅を現在地の約300m北側に移転させた。

## 歴史
- 1929年（昭和4年）1月30日 - 伊勢電気鉄道の桑名駅 - 四日市駅間の開通時に開業する。
- 1936年（昭和11年）9月15日 - 参宮急行電鉄が伊勢電気鉄道を合併する。参宮急行電鉄名古屋伊勢本線の駅となる。
- 1941年（昭和16年）3月15日 - 大阪電気軌道が参宮急行電鉄を合併して、関西急行鉄道の駅となる。路線名が改定され、名古屋線の所属となる[1]。
- 1944年（昭和19年）6月1日 - 関西急行鉄道が南海鉄道（現在の南海電気鉄道の前身）と合併して、近畿日本鉄道の駅となる。
- 1946年（昭和20年） 7月13日 - 隣の富洲原駅と統合し当駅は廃止となる[2]。なお、富洲原駅は北へ300m程の川越町大字豊田に移動する。

## 駅構造
当駅は朝明川の鉄橋の南詰の堤防踏切から河川敷きの上に第1トラスにかけて2両分のホームがあり、堤防踏切の際からホームに上った位置に駅が存在していた。無人駅で駅舎もなく駅員もおらず、切符は車内で販売していた。

## 駅周辺
ここ当駅から東へ2キロの朝明川沿いは福崎海岸と呼ばれ、蛤の養殖が盛んで潮干狩りの好適地である。

## 隣の駅
近畿日本鉄道
名古屋線
富洲原駅 - 川越駅 - 伊勢朝日駅